# Češnjica, Ljubljana
Češnjica je naselje v Četrtni skupnosti Sostro Mestne občine Ljubljana.
Naselje je znano po Prazniku jagod in češenj, prireditvi v začetku maja.